# Oruza semilux
Oruza semilux là một loài bướm đêm trong họ Erebidae.